# Синап-Даг

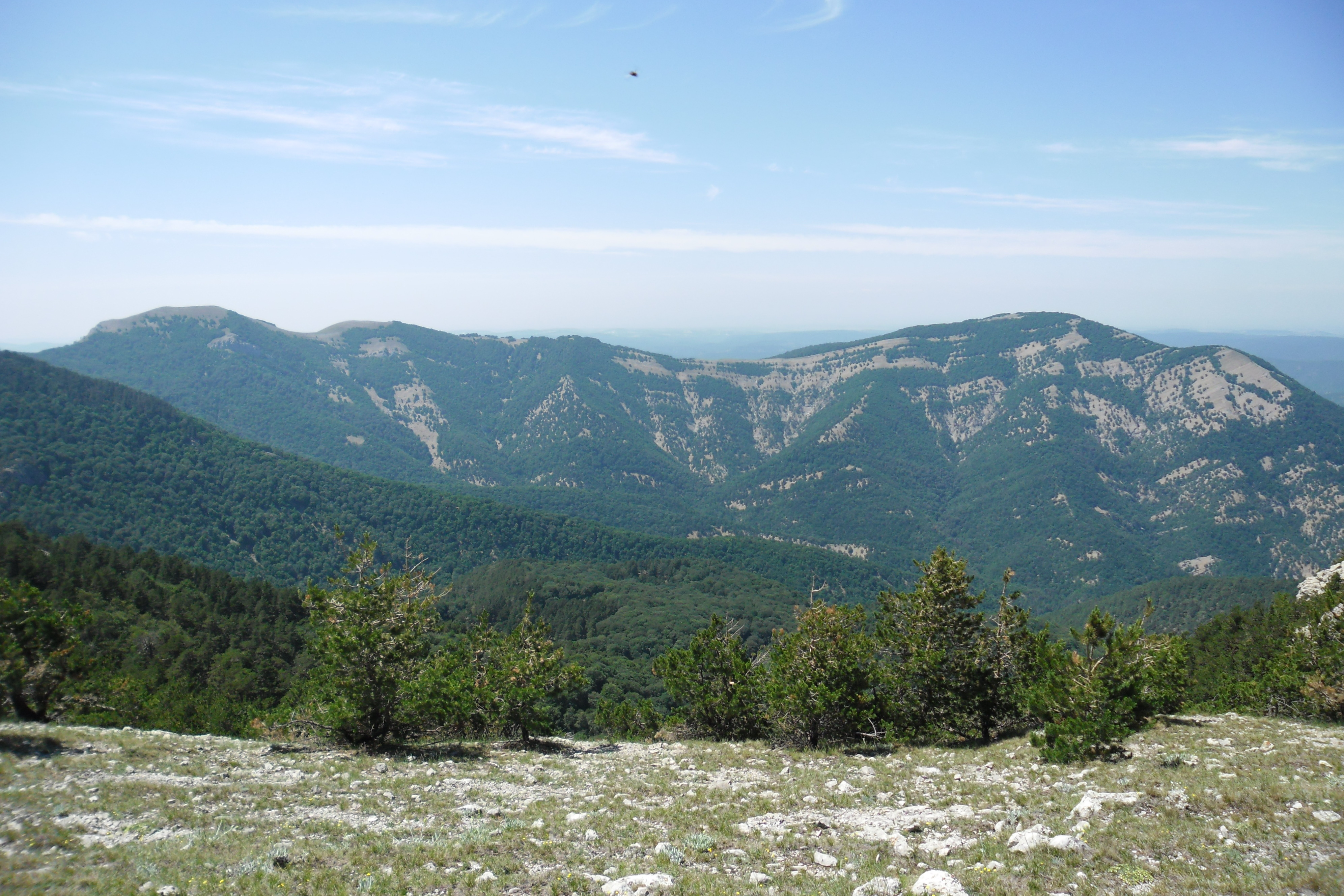
Синап-Даг із Бабуган-яйли. На передньому плані — хребет Біюк-Сенон

Синап-Даг на мапі району Бабуган-яйли

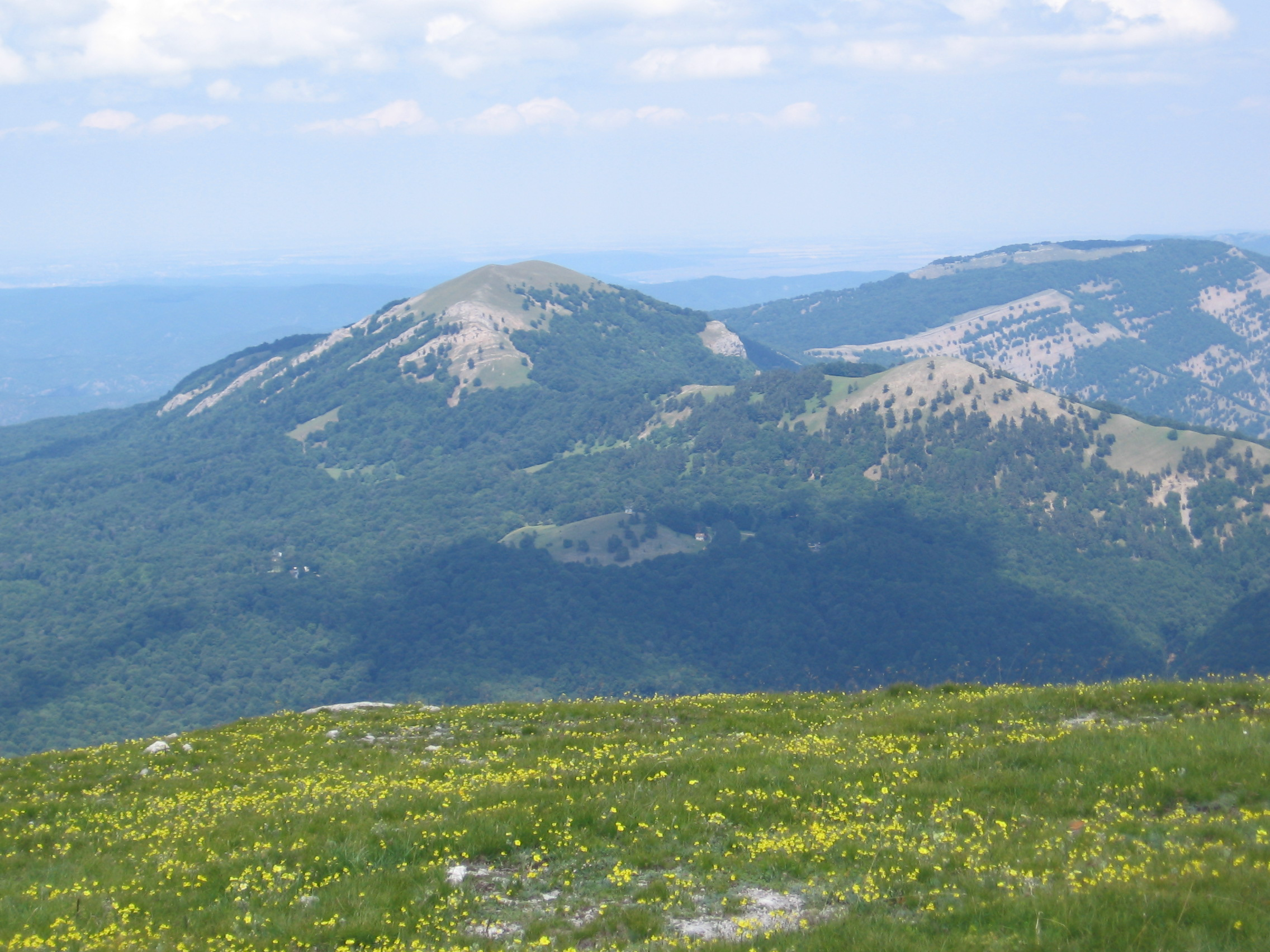
Синап-Даг із г. Роман-Кош

Сина́п-Даг, Сіна́п-Даг (крим. Sinap Dağ), Сіна́б-Даг, Канчарда́г(крим. Qan Çar Dağ) — дугоподібний гірський хребет, що складається з вершин Мала Чучель і Велика Чучель, Берилан-Кош, Чорна. Північно-західний відріг Бабуган-яйли, у верхів'ї річки Альма, за 8 км на південний захід від Ізобільного (Алушта).